# Silvestre Siale Bileka
Silvestre Siale Bileka (* 1940 (?)) war von 1992 bis 1996 Premierminister von Äquatorialguinea.

## Politische Laufbahn
Er stammt von der Insel Bioko und wurde in Spanien sowie in der Schweiz zum Juristen ausgebildet. Nach 1982 war er Mitglied des Obersten Gerichtes und Justizminister. Wie die gesamte politische Elite des Landes trat er der 1987 gegründeten Einheitspartei PDGE des Präsidenten Teodoro Obiang Nguema Mbasogo bei. Am 4. März 1992 wurde er Premierminister des Landes und blieb bis zum 1. April 1996 im Amt.
Im Januar 2000 wurde er Präsident des Obersten Gerichtes. Von diesem Amt trat er am 23. Januar 2004 zurück.